# De Sekte (computerspel)
De Sekte is een computerspel dat werd ontwikkeld door de Nederlander John Vanderaart van Radarsoft. Het spel kwam in 1985 uit voor de Commodore 64 en twee jaar later voor de MSX-computer. Het spel is een grafisch tekstadventure waarbij met simpele commando's de hoofdpersoon opdrachten gegeven kan worden. Het doel van het spel is het fortuin van Leon H. Rabburd (afgeleid van L. Ron Hubbard) terug te vinden. De oplossing van de Commodore 64 versie van het spel verschilt van de MSX versie.